# Powerviolence
Powerviolence és un subgènere musical del hardcore punk extremadament dissonant i ràpid que està relacionat amb el thrashcore i el grindcore. En comparació amb el grindcore, que conté aspectes musicals del heavy metal, el powerviolence implica un increment de les qualitats més desafinades del hardcore punk. Com els seus predecessors, sol tenir una càrrega sociopolítica i iconoclasta.

## Història
Siege és considerat el grup pioner del poweviolence juntament amb Infest. Com a gènere es va consolidar a principis dels anys 1990 amb bandes com Man Is the Bastard, Crossed Out, Neanderthal, No Comment, Capitalist Casualties i una sèrie de grups que es van inspirar en Hüsker Dü, SSD, Deep Wound, Neon Christ, Hirax, Impact Unit, Dirty Rotten Imbeciles, Negative FX i Corrosion of Conformity.
El segell discogràfic Slap a Ham Records del vocalista i baixista de Spazz, Chris Dodge, va impulsar el creixement del powerviolence, publicant discos influents de Neanderthal, No Comment, Crossed Out, Slight Slappers i Spazz. Fiesta Grande va ser el nom d'un festival anual de powerviolence celebrat al 924 Gilman Street entre 1993 i 2000. El segell 625 Thrashcore (fundat pel bateria de Spazz Max Ward) va iniciar un festival de temàtica similar el 2003, anomenat Super Sabado Gigante.

## Estil
Tot i que el terme powerviolence incloïa inicialment una sèrie de bandes estilísticament diverses però que estilísticament compartien la velocitat, la intensitat, els breakdowns i els canvis de tempo constants. Les cançons de powerviolence solen ser breus, algunes de menys de vint segons. Grups com Man Is the Bastard, Plutocracy, Azucares i No Le$$ van estar influïts pel rock progressiu i el jazz fusió.
Alguns grups com Man Is the Bastard i Dystopia van abraçar l'anarcopunk i el crust punk, posant èmfasi en els drets dels animals i l'antimilitarisme. Grups com Despise You i Lack of Interest van escriure lletres sobre misantropia, drogues recreatives i conflictes socials. A més, grups com Spazz i Charles Bronson compten amb lletres en què es burlen del postureig dels aficionats al hardcore i el metal. Altres grups de powerviolence són The Locust, Dropdead, Black Army Jacket, Hellnation i Rorschach. Weekend Nachos, Nails, Magrudergrind, Early Ceremony, Hatred Surge, Mind Eraser i Full of Hell es consideren grups de poweviolence contemporanis.
D'altra banda, l'emoviolence és un subgènere que combina elements de powerviolence i screamo: veus cridades, ritmes explosius, ús extensiu de la retroalimentació de l'amplificador i petits elements de melodia. El terme «emoviolence» va ser creat de broma per la banda In/Humanity, i s'aplica a bandes com Orchid, Usurp Synapse, Jeromes Dream, i Pg. 99.